# Сергеевская (Виноградовский район)
Серге́евская (Троица) — сельский населённый пункт в Виноградовском районе Архангельской области России. Входит в муниципальное образование «Рочегодское».

## География
Сергеевская находится в среднем течении Северной Двины на правом берегу, в устье реки Топса, напротив неё находится остров Савинский Песок. От остановочного пункта Троица (у Серполья) до Архангельска по реке — 364 км, до Березника — 58 километров. Ниже Топсы по течению Северной Двины располагаются село Кургомень и посёлок Рочегда, а выше — село Топса и посёлок Сельменьга.
Через Сергеевскую проходит автодорога Усть-Ваеньга — Осиново — Шиленьга — Корбала — Ростовское — Конецгорье — Рочегда — Кургомень — Топса — Сергеевская — Сельменьга — Борок — Фалюки.

## История
Сергеевская — древняя деревня, известная как новгородское владение Троицкая боярщина. Троица была частью владений новгородской посадницы Марфы Борецкой (1471—1478). В XV веке выходцы из Троицы основали на левом берегу Двины село Заостровье. Затем Троица входила в состав Подвинского стана и Подвинской четверти (чети) — Подвинского четвертного правления в Важском уезде (Важской доле, дистрикте) Архангелогородской губернии. С 1757 года — в Шенкурской половине Важского уезда. С 1780 года в Шенкурском уезде Архангельской области Вологодского наместничества, затем в Архангельской губернии (наместничества). До 1797 года — в ведении Московского приказа Большого дворца, а с 1797 года, когда был создан Кургоминский удельный приказ, в Департаменте уделов Министерства императорского двора).
В 1918—1919 годах Троица была занята союзными войсками интервентов. Здесь, в ночь с 6 на 7 июля 1919 года, вспыхнул мятеж в районе Топса-Троица в первом батальоне Дайеровского полка, сформированном при личном участии главнокомандующего войсками Антанты в Архангельске Айронсайда (Ironside) из пленных красноармейцев и заключённых губернской тюрьмы.
С 2006 года Сергеевская (Троица) входит в муниципальное образование «Рочегодское», хотя первоначально планировалось создать Топецкое сельское поселение в составе деревень: Клыковская, Кургомень, Нижняя Топса, Никитинская, Сергеевская, Топса, Тугаринская.

## Население
| 2002 | 2010 | 2012 |
| ---- | ---- | ---- |
| 17   | →17  | ↘5   |

В 1888 году в 17 деревнях Троицкого прихода проживало 1152 души обоего пола. По переписи 1920 года в Троицком обществе Топецкой волости проживало 1098 человек.

## Карты
- [mapp38.narod.ru/map1/index51.html P-38-51,52. (Лист Сергеевская)]
- Сергеевская на Wikimapia
- Сергеевская (Троица). Публичная кадастровая карта
- Топографическая карта P-38-052-A,B